# Uvaria siamensis
Uvaria siamensis är en kirimojaväxtart som först beskrevs av Rudolph Herman Scheffer, och fick sitt nu gällande namn av L. L. Zhou, Y. C. F. Su och R. M. K. Saund. Uvaria siamensis ingår i släktet Uvaria och familjen kirimojaväxter. Inga underarter finns listade i Catalogue of Life.